# Conus sennottorum
Espèce
Statut de conservation UICN

 LC  : Préoccupation mineure
Conus sennottorum est une espèce de mollusques gastéropodes marins de la famille des Conidae.
Comme toutes les espèces du genre Conus, ces escargots sont prédateurs et venimeux. Ils sont capables de « piquer » les humains et doivent donc être manipulés avec précaution, voire pas du tout.

## Distribution
Locus typicus: "Au large de Campeche, Yucatan, Mexique."
Cette espèce est présente dans la Mer des Caraïbes et dans le Golfe du Mexique, de la Floride occidentale au Venezuela.

### Niveau de risque d’extinction de l’espèce
Selon l'analyse de l'UICN réalisée en 2011 pour la définition du niveau de risque d'extinction, cette espèce est présente dans tout le banc de Campeche, au Mexique, où elle vit à des profondeurs comprises entre 20 et 60 m, dans le sable et les gravats. Il n'y a pas de menaces connues. Cette espèce est classée dans la catégorie "préoccupation mineure".

## Taxonomie

### Publication originale
L'espèce Conus sennottorum a été décrite pour la première fois en 1951 par les malacologistes Harald Alfred Rehder (d) et Robert Tucker Abbott dans « Journal of the Washington Academy of Sciences »,.

### Synonymes
- Conus (Dauciconus) sennottorum Rehder & Abbott, 1951 · appellation alternative
- Gradiconus sennottorum (Rehder & Abbott, 1951) · non accepté